# Seattle Center

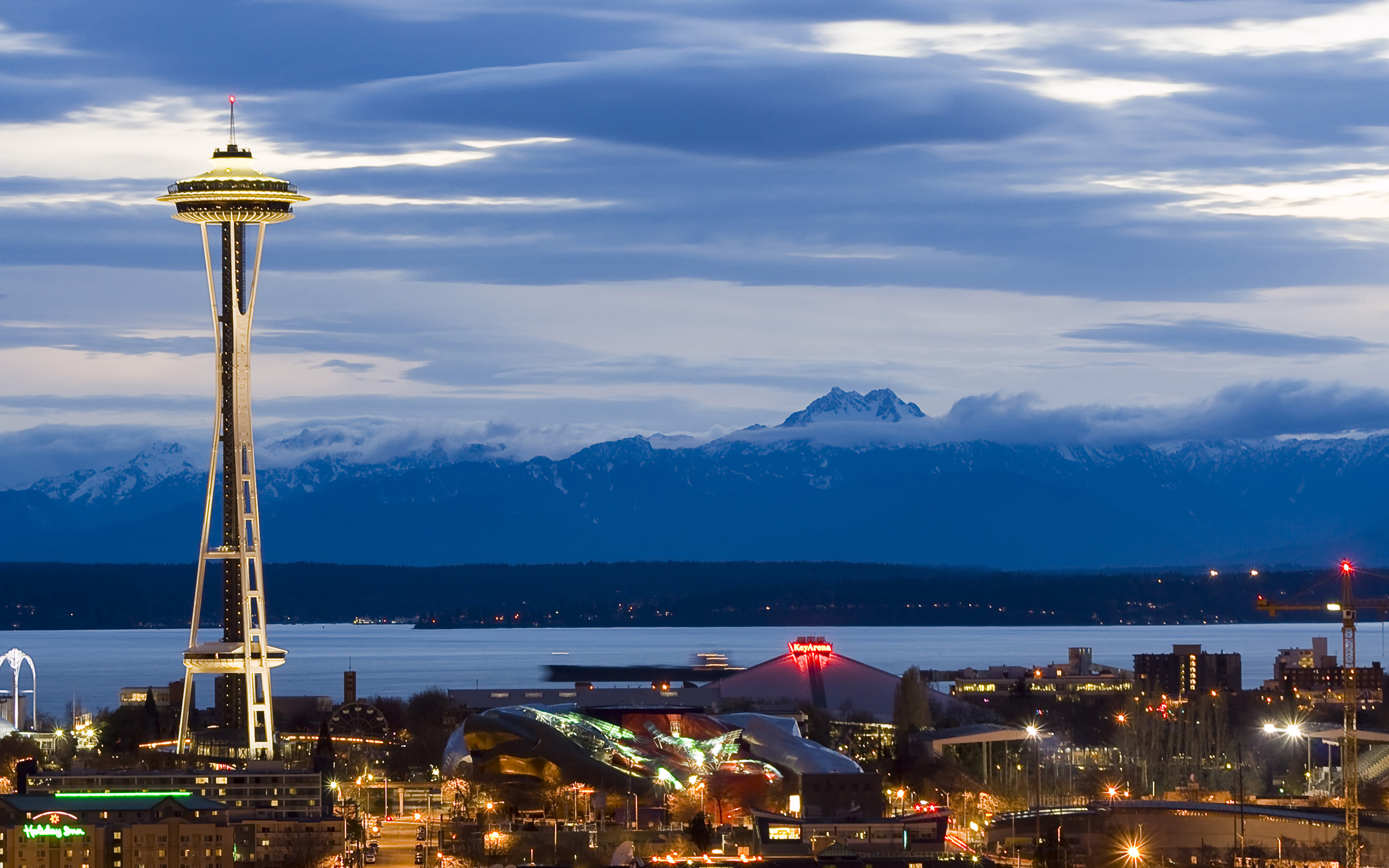
Le Seattle Center à la tombée du jour

Seattle Center est un parc d'activités constitué d'aires piétonnes et de divers musées dans la ville de Seattle, dans l'État de Washington aux États-Unis. Il entoure le Space Needle, l'un des symboles de la ville de Seattle. Ce lieu d'une surface d'environ 300 000 m2 a été construit pour abriter l'Exposition universelle de 1962. Il est situé au nord de Belltown dans le quartier de Lower Queen Anne.
Seattle Center accueille actuellement beaucoup de festivals culturels, de musique et des arts, dont le festival Bumbershoot.